# Frédéric François Guillaume de Vaudoncourt
Frederic Vaudoncourt, francoski general, * 24. september 1772, † 2. maj 1845.